# Pablo García (Fußballspieler, 1999)
Pablo García, vollständiger Name Pablo Javier García Lafluf, (* 15. April 1999 in Montevideo) ist ein uruguayischer Fußballspieler.

## Karriere
Der 1,78 Meter große Mittelfeldakteur García spielt seit 2012 für die Nachwuchsmannschaften von Liverpool Montevideo. Sein Debüt in der Primera División feierte er in der Clausura 2016 bei der 0:1-Auswärtsniederlage gegen Plaza Colonia am 13. Februar 2016, als er von Trainer Gabriel Oroza in der 77. Spielminute für Federico Martínez eingewechselt wurde. In der Saison 2015/16 bestritt er sechs Erstligabegegnungen (kein Tor).